# Saint-Germain-le-Guillaume
Saint-Germain-le-Guillaume és un municipi francès situat al departament de Mayenne i a la regió de País del Loira. L'any 2007 tenia 459 habitants.

## Demografia

### Població
El 2007 la població de fet de Saint-Germain-le-Guillaume era de 459 persones. Hi havia 174 famílies de les quals 48 eren unipersonals (20 homes vivint sols i 28 dones vivint soles), 55 parelles sense fills, 67 parelles amb fills i 4 famílies monoparentals amb fills.
La població ha evolucionat segons el següent gràfic:
Habitants censats

### Habitatges
El 2007 hi havia 220 habitatges, 178 eren l'habitatge principal de la família, 22 eren segones residències i 20 estaven desocupats. 217 eren cases i 1 era un apartament. Dels 178 habitatges principals, 126 estaven ocupats pels seus propietaris, 49 estaven llogats i ocupats pels llogaters i 3 estaven cedits a títol gratuït; 1 tenia una cambra, 8 en tenien dues, 30 en tenien tres, 48 en tenien quatre i 90 en tenien cinc o més. 128 habitatges disposaven pel capbaix d'una plaça de pàrquing. A 81 habitatges hi havia un automòbil i a 85 n'hi havia dos o més.

### Piràmide de població
La piràmide de població per edats i sexe el 2009 era:
| Homes | Edats   | Dones |
| ----- | ------- | ----- |
| 4     | 95 o +  | 0     |
| 0     | 90 a 94 | 0     |
| 4     | 85 a 89 | 12    |
| 8     | 80 a 84 | 4     |
| 8     | 75 a 79 | 8     |
| 8     | 70 a 74 | 12    |
| 12    | 65 a 69 | 16    |
| 4     | 60 a 64 | 4     |
| 0     | 55 a 59 | 8     |
| 12    | 50 a 54 | 0     |
| 12    | 45 a 49 | 8     |
| 12    | 40 a 44 | 12    |
| 16    | 35 a 39 | 12    |
| 20    | 30 a 34 | 20    |
| 24    | 25 a 29 | 12    |
| 12    | 20 a 24 | 8     |
| 8     | 15 a 19 | 8     |
| 8     | 10 a 14 | 16    |
| 16    | 5 a 9   | 16    |
| 8     | 0 a 4   | 8     |

## Economia
El 2007 la població en edat de treballar era de 274 persones, 212 eren actives i 62 eren inactives. De les 212 persones actives 198 estaven ocupades (113 homes i 85 dones) i 15 estaven aturades (2 homes i 13 dones). De les 62 persones inactives 29 estaven jubilades, 19 estaven estudiant i 14 estaven classificades com a «altres inactius».

### Ingressos
El 2009 a Saint-Germain-le-Guillaume hi havia 181 unitats fiscals que integraven 460 persones, la mediana anual d'ingressos fiscals per persona era de 15.012 €.

### Activitats econòmiques
Dels 9 establiments que hi havia el 2007, 1 era d'una empresa extractiva, 1 d'una empresa de fabricació d'altres productes industrials, 1 d'una empresa de construcció, 1 d'una empresa de comerç i reparació d'automòbils, 1 d'una empresa de transport, 2 d'empreses d'hostatgeria i restauració, 1 d'una empresa financera i 1 d'una empresa de serveis.
Dels 3 establiments de servei als particulars que hi havia el 2009, 1 era una lampisteria i 2 restaurants.
L'any 2000 a Saint-Germain-le-Guillaume hi havia 29 explotacions agrícoles que ocupaven un total de 736 hectàrees.

## Equipaments sanitaris i escolars
El 2009 hi havia una escola elemental integrada dins d'un grup escolar amb les comunes properes formant una escola dispersa.

## Poblacions més properes
El següent diagrama mostra les poblacions més properes.